# Wzór Eulera

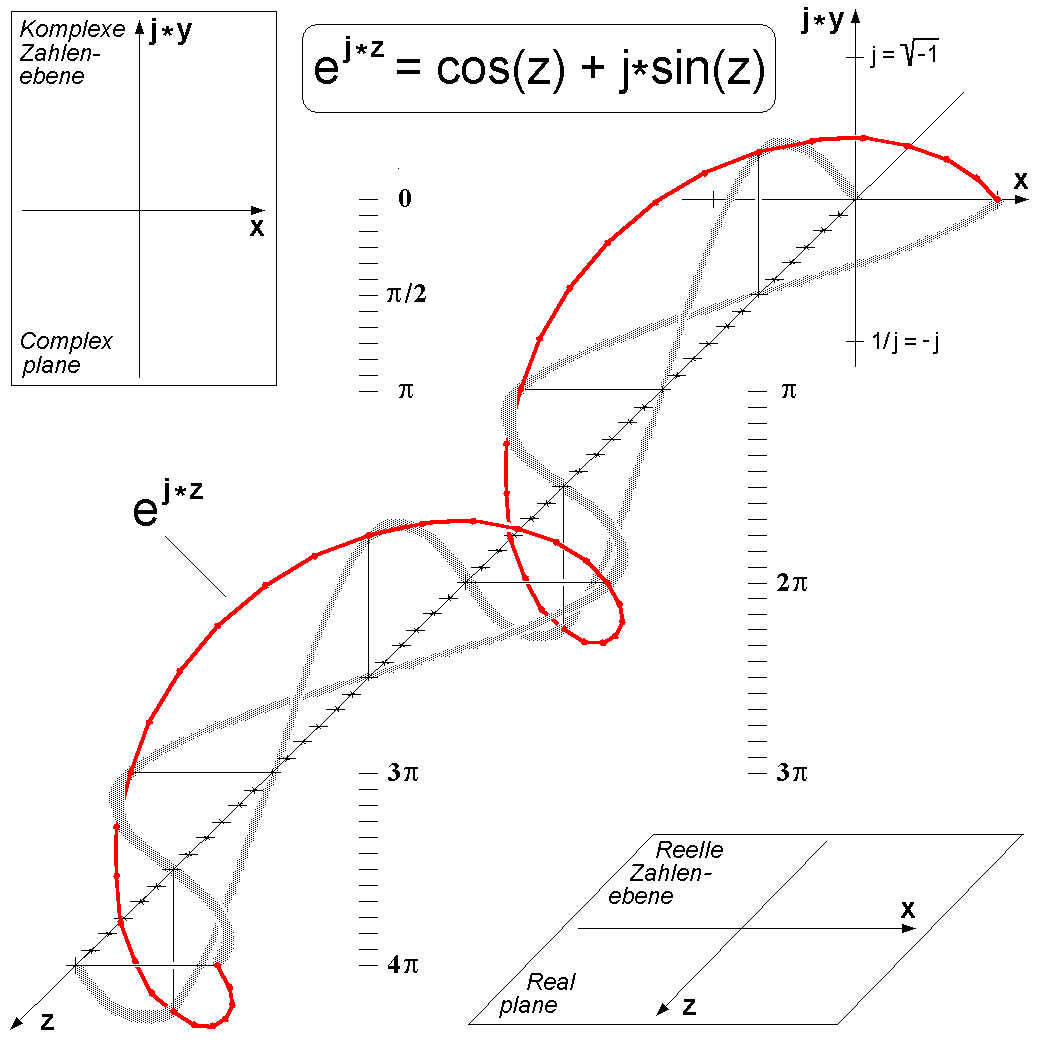
Trójwymiarowa ilustracja wzoru Eulera

Wzór Eulera – wzór analizy zespolonej wiążący funkcje trygonometryczne z zespoloną funkcją wykładniczą, określany nazwiskiem Leonharda Eulera.

## Wzór
Niech {\displaystyle x\in \mathbb {R} ,} zaś {\displaystyle i} jest jednostką urojoną, wtedy wzór Eulera ma postać:
{\displaystyle e^{ix}=\cos x+i\sin x.}

## Historia
Wzór Eulera został dowiedziony po raz pierwszy przez Rogera Cotesa w 1714 w postaci
{\displaystyle \ln(\cos x+i\sin x)=ix.}
Euler jako pierwszy opublikował go w formie „standardowej” – tej, która później stała się najczęstszą. Zrobił to w 1748, opierając swój dowód na równości szeregów po obu stronach tożsamości. Żaden z nich nie podał interpretacji geometrycznej tego wzoru: utożsamienie liczb zespolonych z płaszczyzną zespoloną powstało około 50 lat później (wynik Caspara Wessela).

## Dowód
Rozwinięte w szereg potęgowy funkcje {\displaystyle e^{x},\sin x,\cos x} przyjmują postać:
{\displaystyle e^{x}=1+x+{\frac {x^{2}}{2!}}+{\frac {x^{3}}{3!}}+{\frac {x^{4}}{4!}}+\ldots =\sum _{n=0}^{\infty }{\frac {x^{n}}{n!}},}
{\displaystyle \sin x=x-{\frac {x^{3}}{3!}}+{\frac {x^{5}}{5!}}-\ldots =\sum _{n=0}^{\infty }{\frac {(-1)^{n}x^{2n+1}}{(2n+1)!}},}
{\displaystyle \cos x=1-{\frac {x^{2}}{2!}}+{\frac {x^{4}}{4!}}-\ldots =\sum _{n=0}^{\infty }{\frac {(-1)^{n}x^{2n}}{(2n)!}}.}
Powyższe wzory służą jako definicje zespolonych funkcji exp, sin i cos, tzn. definiuje się funkcje:
{\displaystyle \exp \colon \mathbb {C} \to \mathbb {C} ,\ \exp z:=\sum _{n=0}^{\infty }{\frac {z^{n}}{n!}}},
{\displaystyle \sin \colon \ \mathbb {C} \to \mathbb {C} ,\ \sin z:=\sum _{n=0}^{\infty }{\frac {(-1)^{n}z^{2n+1}}{(2n+1)!}}},
{\displaystyle \cos \colon \mathbb {C} \to \mathbb {C} ,\ \cos z:=\sum _{n=0}^{\infty }{\frac {(-1)^{n}z^{2n}}{(2n)!}}}.
Definicje te są poprawne, ponieważ szeregi występujące po prawej stronie są zbieżne dla każdego {\displaystyle z\in \mathbb {C} ,} gdyż kryteria zbieżności szeregów takie jak kryterium d’Alemberta i kryterium Cauchy’ego pozostają prawdziwe dla liczb zespolonych.
W szczególności mamy: {\displaystyle e^{iz}=1+iz+{\frac {(iz)^{2}}{2!}}+{\frac {(iz)^{3}}{3!}}+{\frac {(iz)^{4}}{4!}}+\ldots =\left(1-{\frac {z^{2}}{2!}}+{\frac {z^{4}}{4!}}-\ldots \right)+i\left(z-{\frac {z^{3}}{3!}}+{\frac {z^{5}}{5!}}-\ldots \right)=\cos z+i\sin z,}
gdzie skorzystaliśmy z tego, że:
- jeżeli szeregi {\displaystyle \sum _{n}a_{n}} oraz {\displaystyle \sum _{n}b_{n}} są zbieżne, to zbieżny jest również szereg {\displaystyle \sum _{n}(a_{n}+b_{n}),} oraz: {\displaystyle \sum _{n=0}^{\infty }(a_{n}+b_{n})=\sum _{n=0}^{\infty }a_{n}+\sum _{n=0}^{\infty }b_{n},} (addytywność);
- jeżeli szereg {\displaystyle \sum _{n}a_{n}} jest zbieżny, to również szereg {\displaystyle \sum _{n}ca_{n}} jest zbieżny, oraz {\displaystyle \sum _{n=0}^{\infty }ca_{n}=c\sum _{n=0}^{\infty }a_{n},} gdzie c jest stałą (jednorodność).

Powrót do liczb rzeczywistych za pomocą podstawienia {\displaystyle z\mapsto x\in \mathbb {R} } daje oryginalną tożsamość opisaną przez Eulera.
Inne uzasadnienie formuły
Niech {\displaystyle f\colon \mathbb {R} \to \mathbb {C} } będzie dana przez {\displaystyle f(x)=\cos(x)+i\sin(x).} Wówczas
{\displaystyle f'(x)=i\cos(x)-\sin(x)=i(\cos(x)+i\sin(x))=if(x).}
Następnie niech {\displaystyle g(x)=e^{-ix}f(x).} Wtedy
{\displaystyle g'(x)=e^{-ix}(f'(x)-if(x))=0}
dla każdego {\displaystyle x,} a stąd {\displaystyle g} jest funkcją stałą. Ponieważ
{\displaystyle g(0)=e^{-i\cdot 0}f(0)=\cos(0)+i\sin(0)=1,}
mamy {\displaystyle g(x)=1} dla wszystkich {\displaystyle x.} Stąd też {\displaystyle f(x)=g(x)e^{ix}=e^{ix},} czyli
{\displaystyle e^{ix}=\cos(x)+i\sin(x).}
Przy okazji warto zauważyć, że jest to postać trygonometryczna liczby zespolonej o module jednostkowym.

## Trygonometria
Wzór Eulera stanowi powiązanie analizy i trygonometrii, dostarczając interpretację funkcji sinus i cosinus jako sum ważonych funkcji wykładniczej. Odpowiednie wzory można wyprowadzić, budując odpowiedni układ równań:
{\displaystyle {\begin{cases}e^{ix}=\cos x+i\sin x\\e^{-ix}=\cos(-x)+i\sin(-x)\end{cases}}.}
Korzystając z własności parzystości i nieparzystości funkcji trygonometrycznych:
{\displaystyle {\begin{cases}e^{ix}=\cos x+i\sin x\\e^{-ix}=\cos x-i\sin x\end{cases}}.}
Po dodaniu stronami:
{\displaystyle e^{ix}+e^{-ix}=2\cos x,}
{\displaystyle \cos x={\frac {e^{ix}+e^{-ix}}{2}}.}
Analogicznie otrzymuje się wzór:
{\displaystyle \sin x={\frac {e^{ix}-e^{-ix}}{2i}}.}
Wzory te mogą służyć jako definicje funkcji trygonometrycznych dla argumentów zespolonych. Przykładowo podstawienie {\displaystyle x=iy} daje:
{\displaystyle \cos(iy)={\frac {e^{-y}+e^{y}}{2}}=\cosh y,}
{\displaystyle \sin(iy)={\frac {e^{-y}-e^{y}}{2i}}=i\sinh y.}

### Zastosowanie
Tożsamość może zostać wykorzystana jako metoda do upraszczania wyrażeń trygonometrycznych. Wymaga ona co prawda przejścia w rachunkach przez liczby zespolone, ale nie wymaga żadnej wiedzy na ich temat oprócz pamiętania, że {\displaystyle i^{2}=-1} i znajomości poniższych trzech wzorów (funkcje tangens i cotangens określa się tak samo jak w przypadku rzeczywistym):
{\displaystyle \sin x={\tfrac {e^{ix}-e^{-ix}}{2i}},}
{\displaystyle \cos x={\tfrac {e^{ix}+e^{-ix}}{2}},}
{\displaystyle e^{ix}=\cos x+i\sin x.}
Najpierw należy przekształcić upraszczany wzór za pomocą dwóch pierwszych wzorów na postać wykładniczą (w przypadku tangensa i cotangensa, rozbijając go na iloraz funkcji sinus i cosinus), następnie wykonać odpowiednie działania tak, jak na zwykłych potęgach liczb rzeczywistych, a na koniec stosując jeden z wzorów Eulera, wrócić do postaci trygonometrycznej wyrażenia.

### Przykłady
Sinus kąta zwielokrotnionego
Dla całkowitych dodatnich {\displaystyle n} wyrażenia postaci {\displaystyle \sin nx} dają się wyrazić za pomocą samych wartości {\displaystyle \sin x} i {\displaystyle \cos x} oraz elementarnych działań.
Korzystając z powyższych wzorów:
{\displaystyle \sin nx={\frac {e^{inx}-e^{-inx}}{2i}}={\frac {(e^{ix})^{n}-(e^{-ix})^{n}}{2i}}.}
Ze wzoru Eulera:
{\displaystyle \sin nx={\frac {(\cos {x}+i\sin {x})^{n}-(\cos {x}-i\sin {x})^{n}}{2i}}.}
Z dwumianu Newtona:
{\displaystyle \sin nx=\sum \limits _{k=0}^{n}{n \choose k}{\frac {(\cos {x})^{k}(i\sin {x})^{n-k}-(\cos {x})^{k}(-i\sin {x})^{n-k}}{2i}}.}
Wyłączając wspólny czynnik:
{\displaystyle \sin nx=\sum \limits _{k=0}^{n}{n \choose k}(\cos {x})^{k}(\sin {x})^{n-k}{\frac {i^{n-k}-(-i)^{n-k}}{2i}}}
i stosując wzór Eulera, dostajemy ostatecznie
{\displaystyle \sin nx=\sum \limits _{k=0}^{n}{n \choose k}(\cos {x})^{k}(\sin {x})^{n-k}\sin {\frac {(n-k)\pi }{2}}}
Kilka pierwszych wielokrotności:
{\displaystyle \sin 2x=2\cos x\sin x,}
{\displaystyle \sin 3x=3\cos ^{2}x\sin x-\sin ^{3}x,}
{\displaystyle \sin 4x=4\cos ^{3}x\sin x-4\cos x\sin ^{3}x,}
{\displaystyle \sin 5x=5\cos ^{4}x\sin x-10\cos ^{2}x\sin ^{3}x+\sin ^{5}x.}
Upraszczanie wyrażeń trygonometrycznych
Sprowadzić do prostszej postaci wyrażenie:
{\displaystyle f(x)=8\cos ^{3}x\sin x-4\cos x\sin x.}
Korzystając ze wzorów Eulera na sinus i cosinus:
{\displaystyle f(x)=8\left({\frac {e^{ix}+e^{-ix}}{2}}\right)^{3}{\frac {e^{ix}-e^{-ix}}{2i}}-4{\frac {e^{ix}+e^{-ix}}{2}}\cdot {\frac {e^{ix}-e^{-ix}}{2i}}.}
Po wymnożeniu jest:
{\displaystyle f(x)=(e^{3ix}+3e^{2ix}e^{-ix}+3e^{ix}e^{-2ix}+e^{-3ix}){\frac {e^{ix}-e^{-ix}}{2i}}-{\frac {2e^{2ix}-2e^{-2ix}}{2i}}}
i dalej:
{\displaystyle f(x)={\frac {e^{4ix}+3e^{2ix}+3+e^{-2ix}-e^{2ix}-3-3e^{-2ix}-e^{-4ix}}{2i}}-{\frac {2e^{2ix}-2e^{-2ix}}{2i}},}
po skróceniu:
{\displaystyle f(x)={\frac {e^{4ix}-e^{-4ix}}{2i}},}
dlatego po zastosowaniu pierwszego z podanych wzorów Eulera wyrażenie ma postać:
{\displaystyle f(x)=\sin 4x.}
Całkowanie funkcji trygonometrycznych przy pomocy wzoru Eulera
Obliczyć całkę:
{\displaystyle \int \sin ^{2}x\cos 4x\,dx.}
Podstawiając odpowiednie wzory Eulera na sinus i cosinus oraz wymnażając:
{\displaystyle {\begin{aligned}\int \sin ^{2}x\cos 4x\,dx={}&\int \left({\frac {e^{ix}-e^{-ix}}{2i}}\right)^{2}\left({\frac {e^{4ix}+e^{-4ix}}{2}}\right)dx\\[6pt]={}&-{\frac {1}{8}}\int \left(e^{2ix}-2+e^{-2ix}\right)\left(e^{4ix}+e^{-4ix}\right)dx\\[6pt]={}&-{\frac {1}{8}}\int \left(e^{6ix}-2e^{4ix}+e^{2ix}+e^{-2ix}-2e^{-4ix}+e^{-6ix}\right)dx.\\={}&-{\frac {1}{8}}\int \left(\left(e^{6ix}+e^{-6ix}\right)-2\left(e^{4ix}+e^{-4ix}\right)+\left(e^{2ix}+e^{-2ix}\right)\right)dx.\\={}&-{\frac {1}{8}}\int \left(2\cos 6x-2\cdot 2\cos 4x+2\cos 2x\right)dx.\end{aligned}}}
W tym miejscu wyrażenie można było scałkować, a dopiero potem zwinąć je do wzorów na sinus i cosinus. Obie metody dają to samo rozwiązanie:
{\displaystyle \int \sin ^{2}x\cos 4x\,dx=-{\frac {1}{24}}\sin 6x+{\frac {1}{8}}\sin 4x-{\frac {1}{8}}\sin 2x+C.}
Całkowanie funkcji przy pomocy wzoru Eulera i wykorzystanie części rzeczywistej liczby zespolonej
Użycie wzoru Eulera pozwala na całkowanie również innych funkcji, w których pojawiają się wzory trygonometryczne, jak na przykład:
{\displaystyle \int e^{x}\cos x\,dx.}
ponieważ {\displaystyle \cos x} jest częścią rzeczywistą {\displaystyle e^{ix}} możemy zapisać
{\displaystyle \int e^{x}\cos x\,dx=\operatorname {Re} \int e^{x}e^{ix}\,dx.}
Całka po prawej stronie jest łatwa do wyliczenia:
{\displaystyle \int e^{x}e^{ix}\,dx=\int e^{(1+i)x}\,dx={\frac {e^{(1+i)x}}{1+i}}+C.}
A zatem:
{\displaystyle {\begin{aligned}\int e^{x}\cos x\,dx={}&\operatorname {Re} \left\{{\frac {e^{(1+i)x}}{1+i}}\right\}+C\\[6pt]={}&e^{x}\operatorname {Re} \left\{{\frac {e^{ix}}{1+i}}\right\}+C\\[6pt]={}&e^{x}\operatorname {Re} \left\{{\frac {e^{ix}(1-i)}{2}}\right\}+C\\[6pt]={}&e^{x}\,{\frac {\cos x+\sin x}{2}}+C.\end{aligned}}}
Metody te pomagają przy wyznaczaniu kolejnych współczynników szeregów Fouriera, w których występują całki postaci {\displaystyle \int _{-a}^{a}f(x)\sin nxdx} i {\displaystyle \int _{-a}^{a}f(x)\cos nxdx.}

## Tożsamość Eulera

Funkcja wykładnicza e^{z} może być zdefiniowana jako granica ciągu (1+z/N)^{N}, przy N dążącym do nieskończoności. Powyżej kładziemy z=iπ i rozważamy wartości N od 1 do 100. Obliczanie wartości (1+iπ / N)^{N} jest przedstawione jako N-krotne powtórzenie mnożenia na płaszczyźnie zespolonej (gdzie ostatni punkt to wartość (1+iπ / N)^{N}). Zauważmy, że ze zwiększaniem liczby N, liczba zespolona (1+iπ / N)^{N} zbliża się do −1. Zatem e^{iπ}=-1.

W szczególności, podstawiając {\displaystyle x=\pi ,} otrzymuje się równość:
{\displaystyle e^{\pi i}+1=0,}
nazywaną też tożsamością Eulera (czasami wzorem Eulera).
Nie istnieją żadne znane dokumenty potwierdzające autorstwo Eulera; co więcej, była ona zapewne znana matematykom żyjącym przed nim.

### „Najpiękniejszy wzór”
Tożsamość Eulera nazywana jest często najpiękniejszym wzorem matematycznym. Wykorzystane są w niej trzy działania arytmetyczne: dodawanie, mnożenie i potęgowanie. Tożsamość łączy pięć fundamentalnych stałych matematycznych:
- liczbę 0,
- liczbę 1,
- liczbę π,
- liczbę e,
- liczbę i, jednostkę urojoną liczb zespolonych.

Dodatkowo każde z powyższych działań oraz każda ze stałych użyte są dokładnie raz, co więcej: wzór ten jest przedstawiony w zwyczajowej formie równania, którego prawa strona jest zerem.

### Uogólnienie
Tożsamość Eulera jest przypadkiem szczególnym ogólniejszej tożsamości, w której pierwiastki z jedynki {\displaystyle n}-tego stopnia sumują się do {\displaystyle 0} dla {\displaystyle n>1{:}}
{\displaystyle \sum _{k=0}^{n-1}e^{\frac {2\pi ik}{n}}=0.}
Tożsamość Eulera otrzymuje się przez podstawienie {\displaystyle n=2.} Powyższą równość można zapisać i w postaci:
{\displaystyle \sum _{k=0}^{n}e^{\frac {2\pi ik}{n}}=1.}
ponieważ: {\displaystyle \exp(2\pi i)=1.}